# Instituto Atlético Central Córdoba
L'Instituto Atlético Central Córdoba, o semplicemente Instituto, è una società polisportiva argentina con sede nella città di Córdoba, nota principalmente per la sua squadra di calcio, la quale milita, nella stagione 2024, nella Primera División, la prima serie del calcio argentino.
La sua attività sportiva è iniziata nel 1919, con l'affiliazione alla Liga Cordobesa, partendo dalla seconda divisione. Ad oggi, la squadra ha vinto 12 titoli federali, otto dei quali in prima divisione.
Nel 1973 ha iniziato la sua lunga traiettoria attraverso i campionati nazionali AFA. Da allora, ha accumulato 23 partecipazioni alla prima divisione (contando i campionati nazionali) e 25 partecipazioni alla B nazionale, classificandosi attualmente al 27º posto nelle tabelle storiche di ciascuna categoria rispettivamente.
Il suo stadio di casa è il Juan Domingo Perón, situato nel quartiere di Alta Córdoba e con una capacità di 32.000 spettatori. Attualmente conta 40.000 tesserati.
Il suo rivale classico è il Racing de Córdoba della stessa città, ma più rilevanti sono i derby con gli altri due importanti club della stessa città, Belgrano e Talleres.
Il club è stato incoronato campione due volte nell'AFA, entrambi i titoli vinti nella B Nacional, nei tornei 1998-99 e 2003-04.
Il 19 novembre 2022, dopo il secondo posto nel campionato Primera Nacional, la squadra è stata promossa in Primera División, dopo aver vinto i play-off. In semifinale batte il Defensores de Belgrano per 2-0 e in finale (giocata al Monumental de Alta Córdoba) pareggia 1-1 con l'Estudiantes (BA). Per decreto dell'AFA, in caso di pareggio sarebbe passata la squadra con più punti in campionato.
Dalla sua accademia giovanile sono usciti giocatori come Mario Kempes, Osvaldo Ardiles, Paulo Dybala, Diego Klimowicz, Mateo Klimowicz, Javier Klimowicz, Ramón Ábila, Silvio Romero e Gonzalo Maroni, tra gli altri.
Nel giugno 2015, la squadra di pallacanestro maschile è stata incoronata campione del Torneo Nacional de Ascenso, la seconda divisione nazionale, ottenendo la promozione e tornando nella Liga Nacional de Bástquet dopo 29 anni. Nella seconda metà del 2018 si è classificata seconda nel Campionato sudamericano. Nel 2021 sono stati incoronati campioni del Torneo di Lega Nazionale Super20 e il 14 giugno 2022 sono stati incoronati campioni nazionali argentini per la prima volta dopo aver battuto Quimsa in una quinta partita.
Il 3 dicembre 2023, la squadra di pallacanestro maschile ha vinto il Campionato sudamericano di pallacanestro per la prima volta nella sua storia, conquistando il suo primo titolo internazionale.

## Storia
Come molti altri club argentini, l'Instituto venne fondato da un gruppo di lavoratori delle ferrovie, precisamente l'8 agosto 1918 con il nome Instituto Ferrocarril Central Córdoba, per poi assumere l'attuale denominazione nel 1924.
In pochi anni l'Instituto raggiunse la prima divisione della Liga Cordobesa, in cui prevalse dal 1925 al 1928. Dopo che il calcio argentino passò al professionismo, nel 1931, il club perse slancio ed entrò in un lungo periodo avaro di soddisfazioni.
Dopo una crescita lenta e faticosa, il club tornò ad affacciarsi a certi livelli nel 1972, allorché raggiunse la seconda divisione nazionale. Militò nel Nacional dal 1981 al 1985, e nel Metropolitano dal 1981 al 1983. Dopo la riorganizzazione del torneo sul modello dei campionati europei, avvenuta nel 1985, disputò 5 stagioni in massima serie - ottenendo un ottavo posto nel 1986-1987, il miglior piazzamento della sua storia - per poi retrocedere alla fine della stagione 1989-1990.
Nel 1998-1999 vinse la Primera B Nacional e tornò in massima serie. L'esperienza non fu fortunata: si piazzò al 16º posto complessivo e fu sconfitto nei playoff dall'Almagro, retrocedendo nuovamente in seconda divisione.
La rivincita non tardò a presentarsi: il club vinse l'Apertura 2003 della Primera B Nacional e nel playoff sconfisse proprio l'Almagro, tornando così in massima serie. Nella stagione 2004-2005 riuscì a conservare la categoria, dopo la vittoria nel playoff contro l'Huracán. L'anno successivo si piazzò al 19º posto e fu retrocesso direttamente in Primera B Nacional.
Tra i calciatori che hanno militato nella squadra Osvaldo Ardiles, Mario Kempes e Paulo Dybala.

## Rosa 2023
| N. |                      | Ruolo | Calciatore         |
| -- | -------------------- | ----- | ------------------ |
| 1  | Argentina (bandiera) | P     | Jorge Carranza     |
| 2  | Paraguay (bandiera)  | D     | Juan Franco        |
| 3  | Argentina (bandiera) | D     | Sebastián Corda    |
| 4  | Argentina (bandiera) | D     | Giuliano Cerato    |
| 5  | Argentina (bandiera) | C     | Roberto Bochi      |
| 6  | Argentina (bandiera) | D     | Fernando Alarcón   |
| 7  | Argentina (bandiera) | A     | Gregorio Rodríguez |
| 8  | Argentina (bandiera) | C     | Gabriel Graciani   |
| 9  | Argentina (bandiera) | A     | Adrián Martínez    |
| 10 | Argentina (bandiera) | C     | Franco Watson      |
| 11 | Argentina (bandiera) | C     | Santiago Rodriguez |
| 12 | Argentina (bandiera) | D     | Jonathan Bay       |
| 14 | Argentina (bandiera) | C     | Nicolás Linares    |
| 17 | Argentina (bandiera) | C     | Leonardo Monje     |
| 18 | Argentina (bandiera) | A     | Lucas Albertengo   |

| N. |                      | Ruolo | Calciatore          |
| -- | -------------------- | ----- | ------------------- |
| 19 | Argentina (bandiera) | C     | Gastón Lodico       |
| 20 | Argentina (bandiera) | C     | Brahian Cuello      |
| 21 | Argentina (bandiera) | C     | Manuel Liendo       |
| 23 | Argentina (bandiera) | P     | Emanuel Bilbao      |
| 24 | Argentina (bandiera) | D     | Ezequiel Parnisari  |
| 25 | Argentina (bandiera) | D     | Oscar Garrido       |
| 26 | Argentina (bandiera) | D     | Leonel Mosevich     |
| 27 | Argentina (bandiera) | C     | Nicolás Watson      |
| 28 | Argentina (bandiera) | P     | Manuel Roffo        |
| 29 | Argentina (bandiera) | A     | Axel Rodríguez      |
| 30 | Argentina (bandiera) | C     | Nicolás Barrientos  |
| 32 | Argentina (bandiera) | C     | Jonathan Dellarossa |
| 33 | Uruguay (bandiera)   | D     | Joaquín Varela      |
| 35 | Argentina (bandiera) | P     | Emanuel Sittaro     |

## Rose delle stagioni precedenti
- 2011-2012

## Palmarès

### Competizioni nazionali
- Primera B Nacional: 2

1998-1999, Apertura 2003

### Altri piazzamenti
- Primera B Nacional:

Terzo posto: 1993-1994, 2011-2012